# Liste der Biografien/Pars
Liste der Biografien |
Portal Biografien |
Personensuche
# |
A |
B |
C |
D |
E |
F |
G |
H |
I |
J |
K |
L |
M |
N |
O |
P |
Q |
R |
S |
T |
U |
V |
W |
X |
Y |
Z |
?
 
Pa |
Pc |
Pe |
Pf |
Ph |
Pi |
Pj |
Pk |
Pl |
Pm |
Pn |
Po |
Pr |
Ps |
Pt |
Pu |
Pv |
Pw |
Py
 
Paa |
Pab |
Pac |
Pad |
Pae |
Paf |
Pag |
Pah |
Pai |
Paj |
Pak |
Pal |
Pam |
Pan |
Pao |
Pap |
Paq |
Par |
Pas |
Pat |
Pau |
Pav |
Paw |
Pax |
Pay |
Paz
 
Para |
Parb |
Parc |
Pard |
Pare |
Parf |
Parg |
Parh |
Pari |
Park |
Parl |
Parm |
Parn |
Paro |
Parp |
Parq |
Parr |
Pars |
Part |
Paru |
Parv |
Parw |
Pary |
Parz
Die Liste der Biografien führt alle Personen auf, die in der deutschsprachigen Wikipedia einen Artikel haben. Dieses ist eine Teilliste mit 162 Einträgen von Personen, deren Namen mit den Buchstaben „Pars“ beginnt.

## Pars
- Pars, Bahar (* 1979), schwedische SchauspielerinBahar Pars (* 1979)

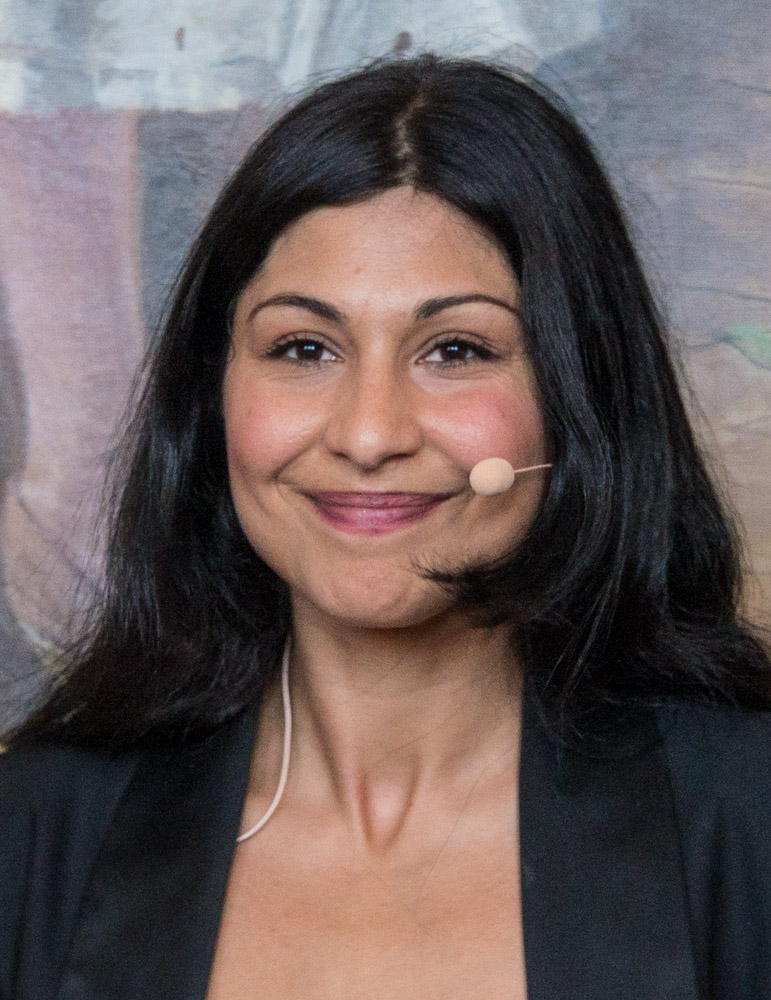
Bahar Pars (* 1979)

- Pars, Julia (* 1968), grönländische Managerin und Künstlerin
- Pars, Kenan (1920–2008), türkischer Theater-, Film- und Fernsehschauspieler sowie Regisseur armenischer Abstammung
- Pars, Krisztián (* 1982), ungarischer Hammerwerfer
- Pars, Leopold (1896–1985), britischer Mathematiker
- Pars, Tine (* 1967), grönländische Beamte und Ernährungsphysiologin

### Parsa
- Parsa, Amanullah (* 1933), afghanischer Künstler, Repräsentant Moderner, Neoimpressionistischer Kunst, Professor für Kunst
- Parsa, Farrochru (1922–1980), iranische Pädagogin, Ärztin, Ministerin, Frauenrechtlerin
- Parsa, Nasrat († 2005), afghanischer Sänger
- Parsa, Reyhaneh (* 1999), iranische Schauspielerin
- Parsadanjan, Boris (1925–1997), estnischer Komponist armenischer Herkunft
- Parsamjan, Elma (* 1929), sowjetisch-armenische Astrophysikerin und Hochschullehrerin

### Parsb
- Parsberg, Manderup (1546–1625), dänischer Reichsrat und Gesandter

### Parsc
- Parscale, Brad (* 1976), US-amerikanischer Webdesigner und Berater von Donald Trump im Wahlkampf 2020
- Parsch, Arnošt (1936–2013), tschechischer Komponist
- Parsch, John, US-amerikanischer Evolutionsbiologe
- Parsch, Leo (1927–2000), deutscher Richter und Präsident des Bayerischen Verfassungsgerichtshofes
- Parsch, Peter (1944–2009), deutscher Opernsänger (Bariton)
- Parsch, Pius (1884–1954), Augustinerchorherr und katholischer Theologe
- Parschalk, Josef (1864–1932), Südtiroler Bildhauer und Restaurator
- Parschalk, Volkmar (1934–2016), österreichischer Kulturjournalist
- Parschau, Harri (1923–2006), deutscher Karikaturist
- Parschin, Alexei Nikolajewitsch (1942–2022), sowjetischer bzw. russischer Mathematiker
- Parschin, Denis Sergejewitsch (* 1986), russischer Eishockeyspieler
- Parschiwljuk, Sergei Wiktorowitsch (* 1989), russischer Fußballspieler
- Parschtschikow, Alexei Maximowitsch (1954–2009), russisch-sowjetischer Dichter

### Parse
- Parse, Scott (* 1984), US-amerikanischer Eishockeyspieler
- Parsegh Bedros IV. Avkadian († 1788), Patriarch von Kilikien Armenisch-katholischen Kirche
- Parseghian, Ara (1923–2017), US-amerikanischer American-Football-Spieler und -Trainer
- Parseghian, Kegham (1883–1915), armenischer Schriftsteller, Kolumnist, Publizist, Lehrer, Redakteur und Journalist
- Parsegow, Michail Artemjewitsch (1899–1964), sowjetischer Offizier, Generaloberst
- Parsekar, Laxmikant (* 1956), indischer Politiker
- Parselle, Thomas (1911–1979), britischer Offizier der Luftstreitkräfte des Vereinigten Königreichs
- Parsemain, Kévin (* 1988), französischer Fußballspieler
- Parsenow, August von (1714–1765), preußischer Landrat
- Parsenow, Franz Friedrich Carl von (1763–1793), Landrat des Anklamschen Kreises
- Parsenow, Otto Hans Carl von († 1761), deutscher Verwaltungsjurist und Direktor der Kriegs- und Domänenkammer zu Minden
- Parsenow, Philipp Erdmann von (1686–1752), deutscher Landrat und Landesdirektor in Vorpommern
- Parseval, August von (1861–1942), deutscher LuftschiffbauerAugust von Parseval (1861–1942)

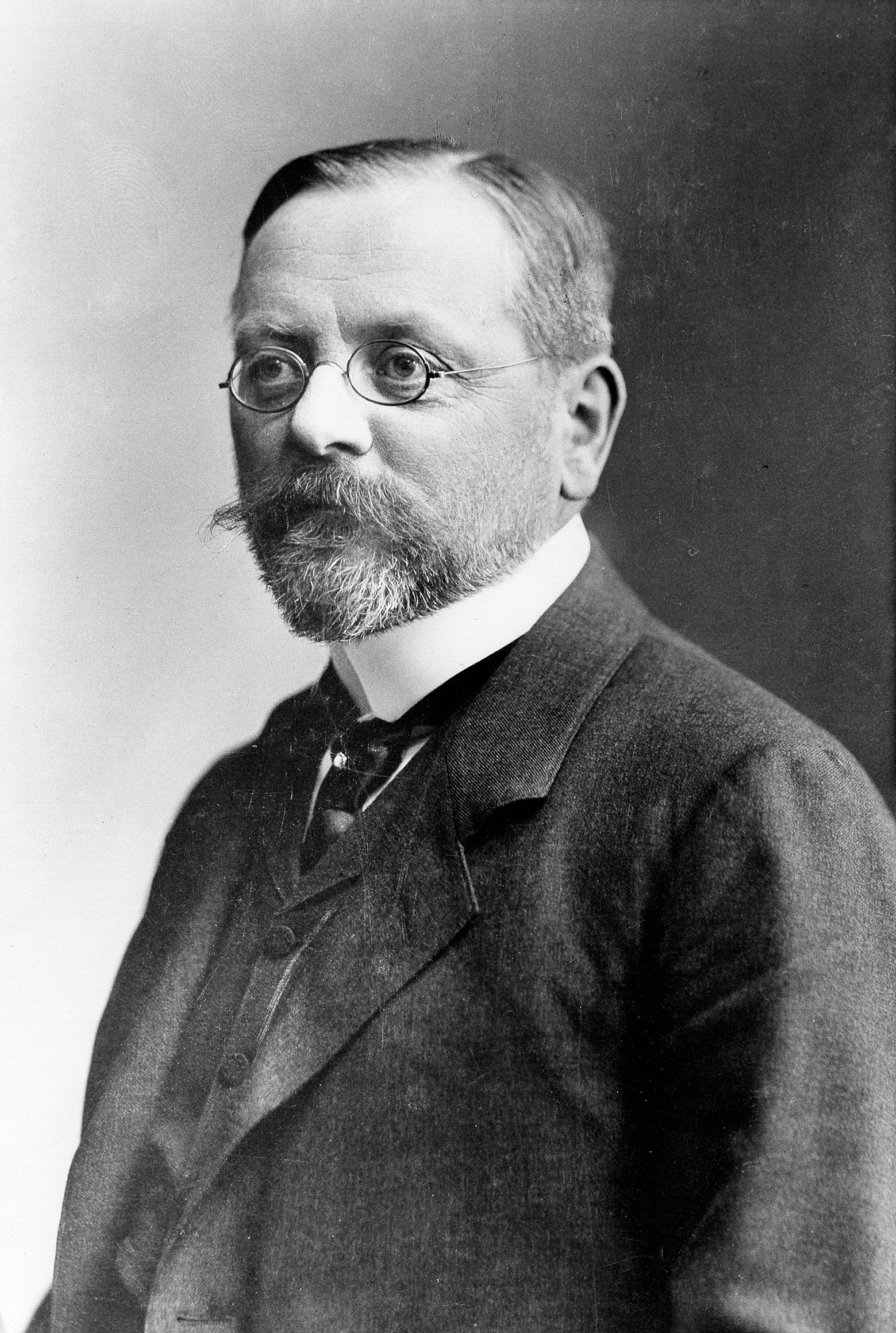
August von Parseval (1861–1942)

- Parseval, Ferdinand von (1791–1854), bayerischer Generalmajor
- Parseval, Joseph von (1825–1887), königlich bayerischer Regierungsrat
- Parseval, Marc-Antoine (1755–1836), französischer Mathematiker
- Parseval, Maximilian von (1823–1902), bayerischer Generalmajor
- Parseval, Otto von (1827–1901), bayerischer General der Infanterie und oldenburgischer Prinzenerzieher
- Parseval-Deschênes, Alexandre Ferdinand (1790–1860), französischer Admiral und Senator
- Parseval-Grandmaison, François-Auguste (1759–1834), französischer Schriftsteller

### Parsh
- Parshall, DeWitt (1864–1956), amerikanischer Maler
- Parshall, Douglass Ewell (1899–1990), US-amerikanischer Maler und Wandmaler
- Parshall, George W. (1929–2019), US-amerikanischer Chemiker
- Parshall, Janet, US-amerikanische, konservativ-christliche Radiomoderatorin
- Parshall, Karen (* 1955), US-amerikanische Mathematikhistorikerin

### Parsi
- Parsi, Arsham (* 1980), iranischer Menschenrechtler
- Pärsimägi, Karl (1902–1942), estnischer Maler
- Parsimonius, Georg († 1576), evangelischer Theologe, Reformator und Konfessionalist
- Parsipur, Shahrnush (* 1946), iranische AutorinShahrnush Parsipur (* 1946)

Shahrnush Parsipur (* 1946)

### Parsk
- Parski, Dmitri Pawlowitsch (1866–1921), russischer Generalleutnant

### Parsl
- Parsley, Cliff (* 1954), US-amerikanischer American-Football-Spieler
- Parsley, Lea Ann (* 1968), US-amerikanische Skeletonfahrerin
- Parslow, Frederick (1932–2017), australischer Schauspieler
- Parslow, Philip L. (1936–2003), US-amerikanischer American-Football-Spieler und Filmproduzent
- Parslow, Ray (1924–1997), britischer Kameramann

### Parsm
- Parsmen II., König des antiken Königreichs Iberien

### Parsn
- Parsner, Ebbe (1922–2013), dänischer Ruderer

### Parso
- Parson James (* 1994), US-amerikanischer Singer-Songwriter
- Pärson, Anja (* 1981), samisch-schwedische Skirennläuferin
- Parson, Annie-B, US-amerikanische Choreographin, Tänzerin, Theaterregisseurin und Hochschullehrerin
- Parson, Dion (* 1967), amerikanischer Jazzmusiker (Schlagzeug)
- Parson, Herbert (1907–1978), amerikanisch-österreichischer Politiker (NSDAP)
- Parson, Horst (1935–2015), österreichischer Architekt
- Parson, Mike (* 1955), US-amerikanischer Politiker
- Parson, Walther (* 1966), österreichischer forensischer Molekularbiologe und Hochschullehrer
- Parsonnet, Marion (1905–1960), US-amerikanischer Drehbuchautor
- Parsons, Alan, südafrikanischer Badmintonspieler
- Parsons, Alan (* 1948), englischer Musiker und ToningenieurAlan Parsons (* 1948)

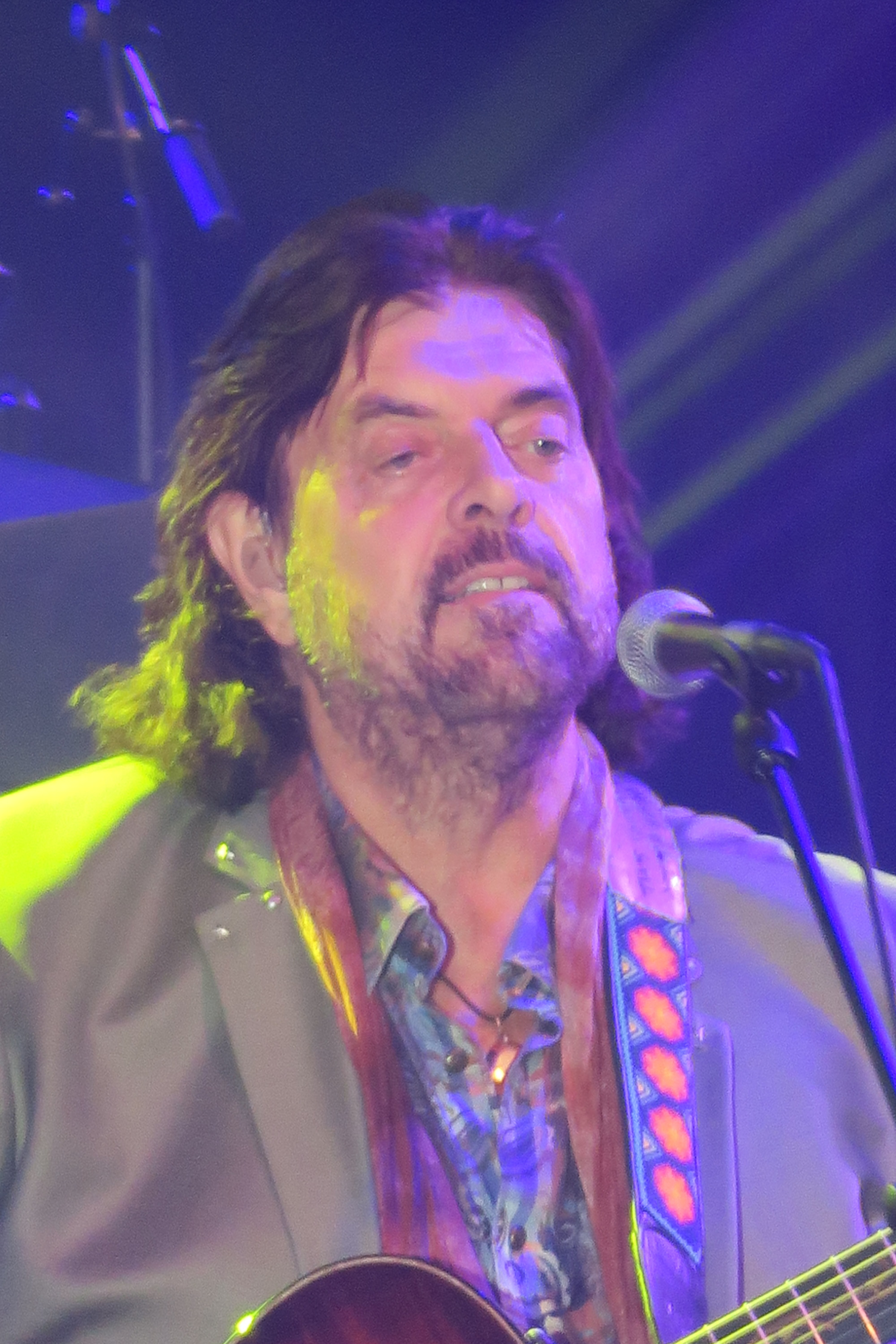
Alan Parsons (* 1948)

- Parsons, Albert (1848–1887), US-amerikanischer Arbeiterführer
- Parsons, Andrew (1817–1855), US-amerikanischer Politiker
- Parsons, Andrew (* 1977), brasilianischer Sportfunktionär und Präsident des Internationalen Paralympischen Komitees
- Parsons, Ann, südafrikanische Badmintonspielerin
- Parsons, Anthony Derrick (1922–1996), britischer Botschafter
- Parsons, Azure (* 1984), US-amerikanische Filmschauspielerin
- Parsons, Benny (1941–2007), US-amerikanischer NASCAR-Fahrer
- Parsons, Betty (1900–1982), US-amerikanische Galeristin und Malerin
- Parsons, Chandler (* 1988), US-amerikanischer BasketballspielerChandler Parsons (* 1988)

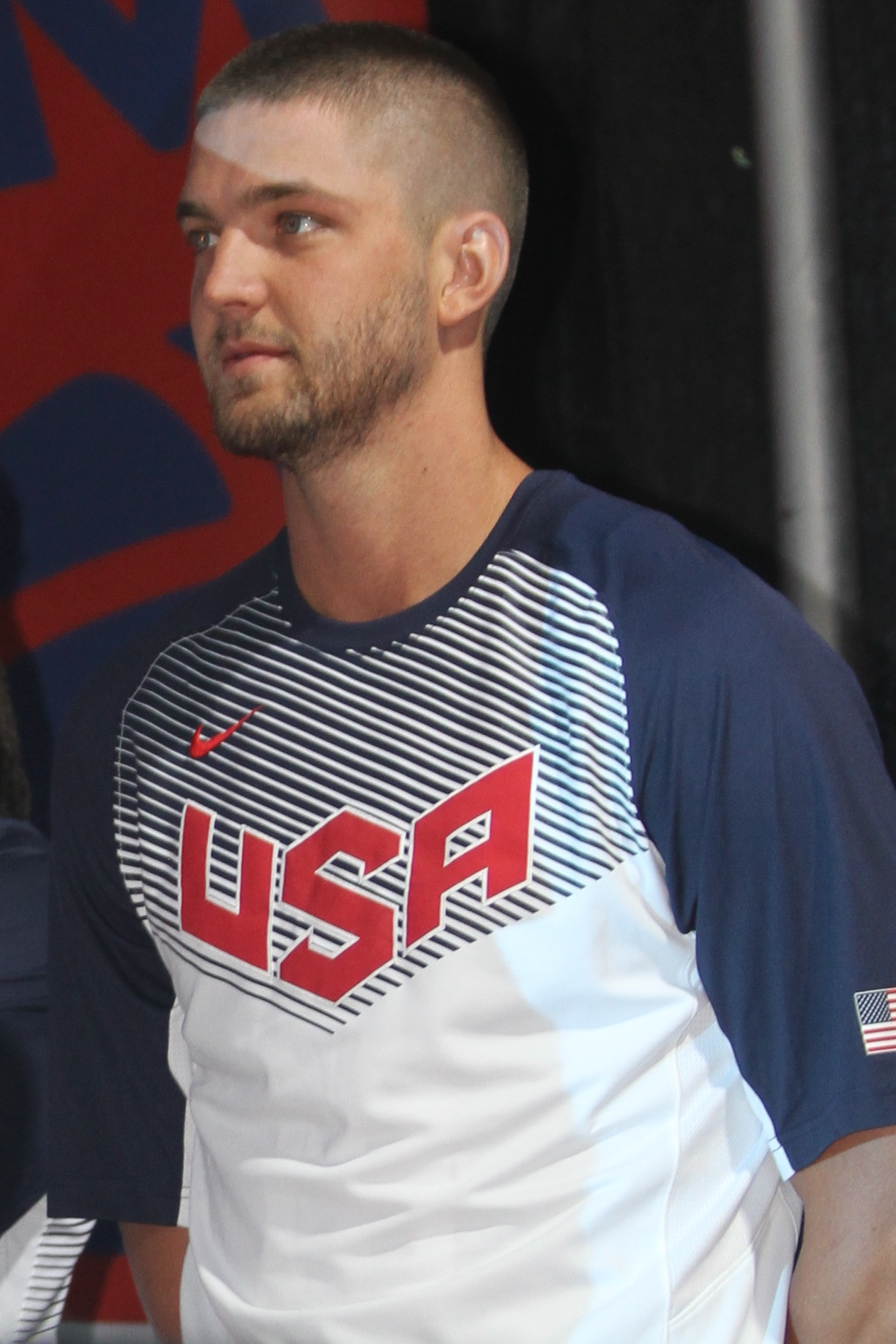
Chandler Parsons (* 1988)

- Parsons, Charles (1854–1931), britischer Maschinenbauer
- Parsons, Charles (1933–2024), US-amerikanischer Philosoph und Mathematiker
- Parsons, Charles L. (1867–1954), US-amerikanischer Chemiker
- Parsons, Charles Wynford (1901–1950), britischer Zoologe
- Parsons, Chuck (1924–1999), US-amerikanischer Autorennfahrer
- Parsons, Claire (* 1993), luxemburgische Jazzmusikerin (Gesang, Komposition)
- Parsons, Claude V. (1895–1941), US-amerikanischer Politiker
- Parsons, Daisy (1890–1957), englisch-britische Suffragette und Lokalpolitikerin
- Parsons, Dominic (* 1987), britischer Skeletonpilot
- Parsons, Edward Smith (1863–1943), US-amerikanischer Hochschullehrer
- Parsons, Edward Y. (1842–1876), US-amerikanischer Politiker
- Parsons, Eli (1884–1945), US-amerikanischer Mittelstreckenläufer und Sprinter
- Parsons, Eliza (1739–1811), englische Schriftstellerin
- Parsons, Elizabeth (1846–1924), neuseeländische Sängerin
- Parsons, Elsie Clews (1875–1941), US-amerikanische Soziologin und Anthropologin
- Parsons, Eric (1923–2011), englischer Fußballspieler
- Parsons, Estelle (* 1927), US-amerikanische Schauspielerin
- Parsons, Frances Theodora (1861–1952), US-amerikanische Naturforscherin und Autorin
- Parsons, Frank Alvah (1866–1930), US-amerikanischer Designer und Kunstpädagoge
- Parsons, Frederick Gymer (1863–1943), britischer Anatom
- Parsons, Gene (* 1944), US-amerikanischer Country-Musiker
- Parsons, Geoff (* 1964), britischer Hochspringer
- Parsons, Geoffrey (1929–1995), australischer Pianist
- Parsons, Gram (1946–1973), US-amerikanischer Country-Rock-Musiker
- Parsons, Herbert (1869–1925), US-amerikanischer Jurist und Politiker
- Parsons, James (1724–1779), US-amerikanischer Politiker
- Parsons, James A. († 1945), US-amerikanischer Jurist und Politiker
- Parsons, James K. (1877–1960), US-amerikanischer Generalmajor (U.S. Army)
- Parsons, Jennifer, Schauspielerin
- Parsons, Jim (* 1973), US-amerikanischer SchauspielerJim Parsons (* 1973)

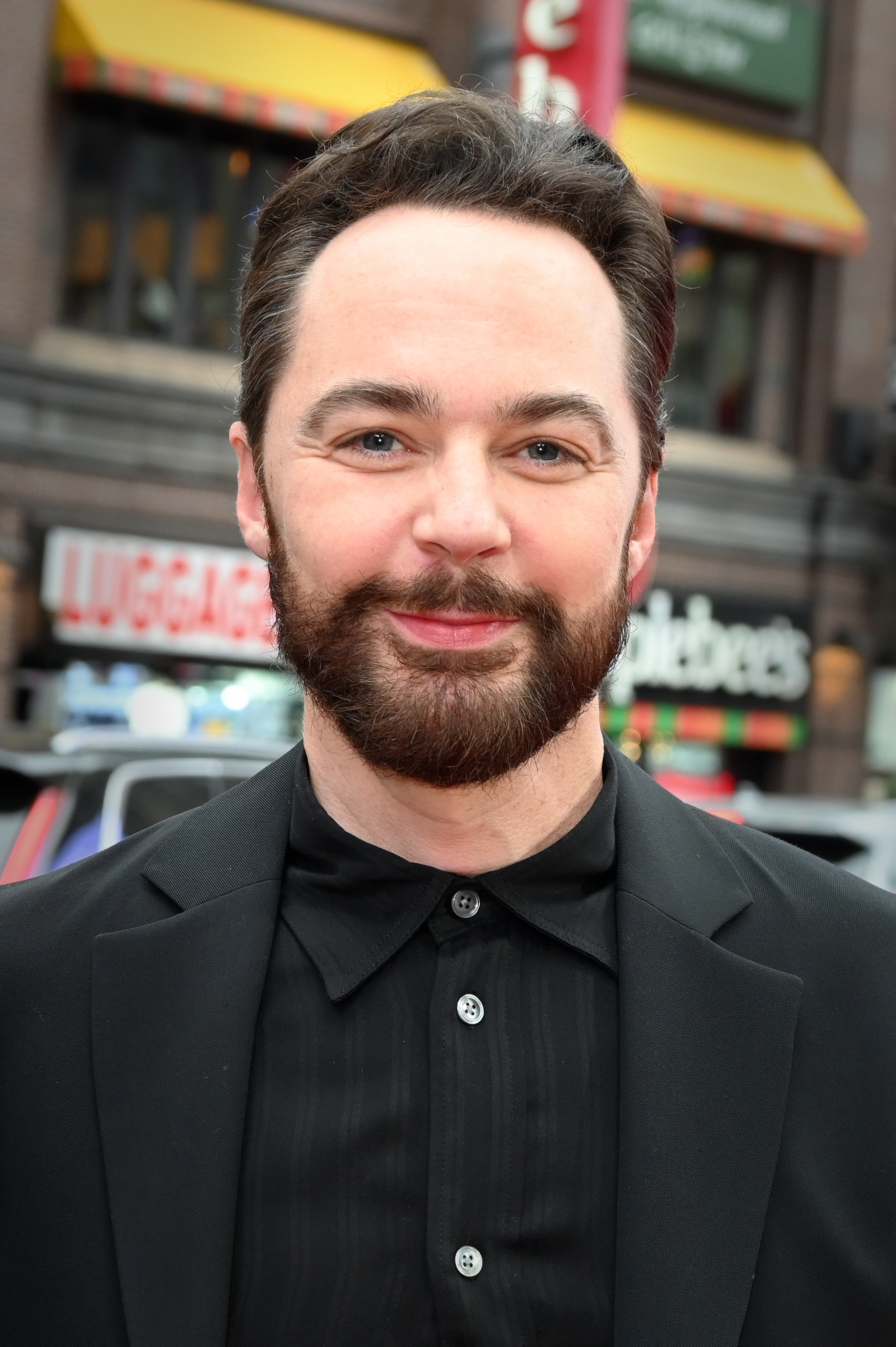
Jim Parsons (* 1973)

- Parsons, John (* 1954), walisischer Gitarrist
- Parsons, John (* 1971), US-amerikanischer Mörder und Gefängnisausbrecher
- Parsons, John T. (1913–2007), US-amerikanischer Ingenieur
- Parsons, John Whiteside (1914–1952), US-amerikanischer Raketentechniker, Okkultist
- Parsons, Johnnie (1918–1984), US-amerikanischer Autorennfahrer
- Parsons, Karyn (* 1966), US-amerikanische SchauspielerinKaryn Parsons (* 1966)

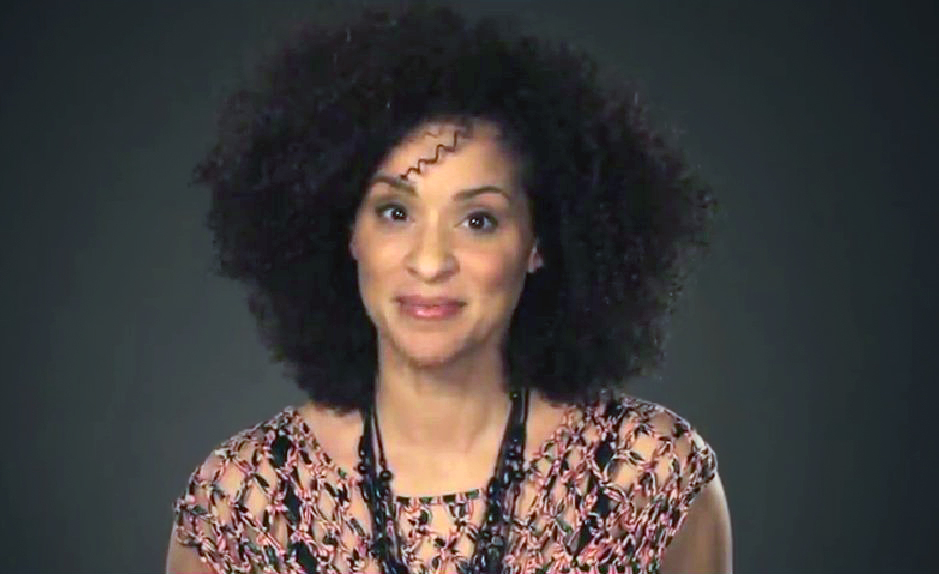
Karyn Parsons (* 1966)

- Parsons, Kenneth, südafrikanischer Badmintonspieler
- Parsons, Laurie (* 1959), US-amerikanische Künstlerin des Minimalismus
- Parsons, Lawrence Worthington (1850–1923), britischer Generalleutnant
- Parsons, Lawrence, 4. Earl of Rosse (1840–1908), irischer Adliger und Astronom
- Parsons, Lewis (1817–1895), US-amerikanischer Politiker, 19. Gouverneur von Alabama
- Parsons, Liam (* 1977), kanadischer Ruderer
- Parsons, Longineu (* 1950), amerikanischer Jazzmusiker (Trompete, Komposition)
- Parsons, Louella (1881–1972), US-amerikanische Reporterin
- Parsons, Lucy († 1942), US-amerikanische radikale Sozialistin und Anarchokommunistin
- Parsons, Malik (* 1999), US-amerikanischer Basketballspieler
- Parsons, Marcia (* 1948), kanadische Eisschnellläuferin
- Parsons, Mark (* 1986), englischer Fußballtrainer
- Parsons, Micah (* 1999), US-amerikanischer American-Football-SpielerMicah Parsons (* 1999)

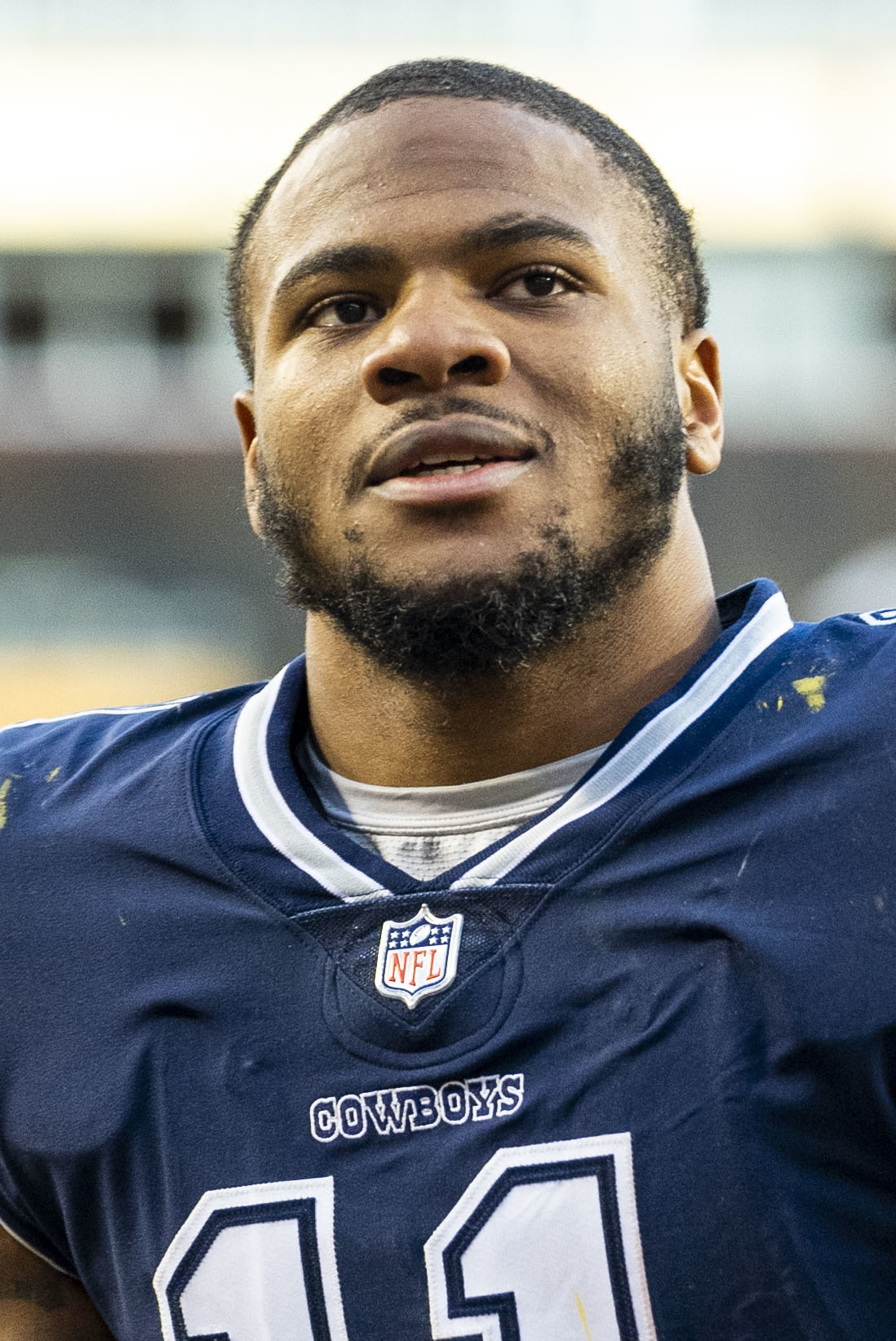
Micah Parsons (* 1999)

- Parsons, Michael Edward (* 1938), britischer Komponist und Improvisationsmusiker
- Parsons, Mona (1901–1976), kanadische Widerstandskämpferin
- Parsons, Nancy (1942–2001), US-amerikanische Film- und Theaterschauspielerin
- Parsons, Nate M. (1888–1945), US-amerikanischer Politiker
- Parsons, Nathan (* 1988), australisch-amerikanischer Schauspieler
- Parsons, Nicholas (1923–2020), britischer Schauspieler und Moderator
- Parsons, Peter J. (1936–2022), britischer Klassischer Philologe und Hochschullehrer
- Parsons, Rachel (1885–1956), britische Ingenieurin und Politikerin
- Parsons, Richard (1910–1999), US-amerikanischer Skilangläufer
- Parsons, Richard C. (1826–1899), US-amerikanischer Politiker (Republikanische Partei)
- Parsons, Richard Dean (1948–2024), amerikanischer Manager
- Parsons, Riley (* 2000), englischer Snookerspieler
- Parsons, Robert († 1572), englischer Komponist der Renaissance
- Parsons, Robert (1546–1610), englischer Jesuit und Politiker
- Parsons, Robert E. (1892–1966), US-amerikanischer Politiker
- Parsons, Roger (1926–2017), britischer Chemiker
- Parsons, Sam (* 1994), US-amerikanisch-deutscher Langstreckenläufer
- Parsons, Sam (* 1995), englischer Badmintonspieler
- Parsons, Sidney (* 1987), deutsche Basketballtrainerin und -spielerin
- Parsons, Stephen W. (* 1951), britischer Komponist, Sänger und Musikproduzent
- Parsons, Talcott (1902–1979), US-amerikanischer Soziologe
- Parsons, Terry (1935–1999), walisischer Snookerspieler
- Parsons, Tony (* 1953), britischer Gitarrist
- Parsons, William († 1817), englischer Musiker und Komponist
- Parsons, William Sterling (1901–1953), US-amerikanischer MarineoffizierWilliam Sterling Parsons (1901–1953)

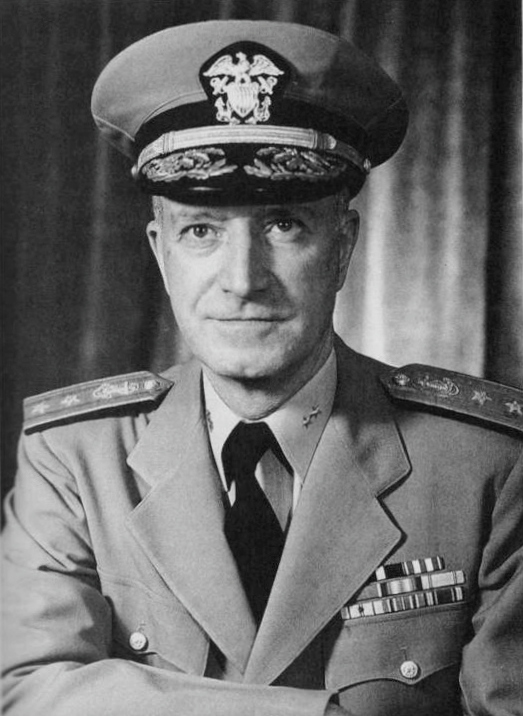
William Sterling Parsons (1901–1953)

- Parsons, William, 3. Earl of Rosse (1800–1867), irischer Astronom

### Parsp
- Parspour, Nejila (* 1964), deutsche Elektrotechnikerin und Hochschullehrerin

### Parss
- Pärssinen, Eelis, finnischer Pokerspieler
- Pärssinen, Timo (* 1977), finnischer Eishockeyspieler

### Parsz
- Parszczyński, Łukasz (* 1985), polnischer Hindernis-, Mittelstrecken- und Langstreckenläufer